# Alice in Wonderland (phim 1951)
Alice lạc vào Xứ Sở Thần Tiên (tiếng Anh: Alice in Wonderland) là bộ phim kể về cuộc phiêu lưu vào một xứ sở rất diệu kỳ của một cô bé có tên là Alice, dựa vào cuốn tiểu thuyết Cuộc phiêu lưu của Alice vào Xứ sở thần tiên (Alice's Adventure in Wonderland) của Lewis Carroll. Đây là một trong số những bộ phim hoạt hình nổi bật nhất của Disney. Bộ phim hoạt họa đã thành công rực rỡ, cứu nguy cho hãng Walt Disney Pictures và được phát lại 13 lần.

## Nội dung
Nghe chị đọc truyện, Alice cảm thấy thật mệt mỏi. Mới nhắm mắt lại, cô bé đã thấy một chú thỏ trắng hối hả chạy ngang qua vừa nhìn vào đồng hồ bỏ túi vừa lầm bầm một mình. Alice nghĩ bụng, thật là kì lạ - một chú thỏ nói chuyện với chiếc đồng hồ bỏ túi! Thế là cô bé chạy theo sau thỏ trắng vào trong cái hang thỏ bên dưới một gốc cây to.
Và cô bé rơi xuống, dường như rơi xuống tận tâm Trái Đất vậy. Nhưng khi Alice rớt bịch xuống, Thỏ Trắng cũng vừa biến mất sau một cánh cửa nhỏ xíu nên cô không thể nào chui qua lọt được.
Alice uống nước trong cái chai trên bàn và người cô bé thu lại nhỏ xíu. Nhưng giờ thì Alice lại không sao với tới chìa khoá để mở cửa được!
Cuối cùng Alice cũng nghĩ ra cách ngồi trên một cái chai để đi qua cánh cửa. Cứ thế cô bé trôi vào vương quốc thần tiên trên vùng biển huyền bí.
Trên bờ biển của xứ sở thần tiên, Alice nhập vào một cuộc đua. Kì lạ là cuộc đua không có bắt đầu cũng không có kết thúc - mà cứ chạy vòng quanh hoài.
Alice đi khắp xứ sở thần tiên tìm kiếm Thỏ Trắng. Cô bé gặp hai anh chàng vui nhộn tên là Dum và Di. Cả hai không biết Thỏ Trắng cả, nhưng lại kể cho Alice nghe một câu chuyện tuyệt vời về một con hải mã và người thợ mộc đi dạo dọc bờ biển.
Alice lịch sự lắng nghe rồi lại vội vàng đi tiếp. Và cuối cùng, ở một ngôi nhà nhỏ xinh xắn trong rừng, cô bé cũng gặp được Thỏ Trắng. Thỏ Trắng nhờ Alice vào trong nhà của chú để tìm giúp chú đôi bao tay. Nhưng cô bé chẳng thấy bao tay đâu mà chỉ thấy một số bánh quy có dán nhãn: hãy lấy một cái. Thế là cô làm theo.
Vừa ăn xong bánh, Alice rùng rùng lớn phổng lên như ngôi nhà! Thỏ Trắng và bạn chú là Dodo nghĩ cô bé là một con quái vật khủng khiếp. Alice nhón lấy một củ cà rốt trong vườn nhà thỏ ăn, thế là cô bé thu mình nhỏ lại - nhỏ đến nỗi cô bé lạc ngay vào trong rừng cỏ.
Nhưng chỉ một lát sau Alice nhận ra mình đang ở trong một khu vườn thật sống động có những bông hoa biết nói, những con bướm có hình miếng bánh mì và cả những con ngựa bập bênh biết bay nữa. Alice thấy khu vườn thật dễ chịu. Nhưng hoa lá trong vườn lại cho rằng Alice chỉ là một cọng cỏ dại, thế là chúng không cho nàng ở lại.
Kế đến, Alice gặp một con sâu bướm huênh hoang. Nó bảo rằng nếu cô bé muốn thay đổi vóc dáng cho thật to lớn thì hãy ăn cây nấm mà nó đang ngồi đây.
Alice thử nếm một bên thân nấm và vọt cao hơn cả những ngọn cây khiến cho chim chóc hoảng sợ. Nhưng khi cô bé cắn bên kia một cái, ngay lập tức cô bé trở lại vóc dáng bình thường.
"Giờ thì mình sẽ đi đường nào đây?", Alice tự hỏi. Mấy tấm biển chỉ đường chỉ loạn xạ các hướng nên chẳng giúp cô bé được gì cả.
"Nếu muốn tìm Thỏ Trắng, hãy đi hỏi lão bán mũ điên" một con mèo lúc nào cũng nhăn nhở cười toét miệng trên một thân cây nói vọng xuống. "Ông ta sống ở dưới đó đó."
Alice tìm thấy người bán mũ điên và thỏ rừng đang dùng tiệc. Cô cũng tham dự một lúc. Sau buổi tiệc vô vị đó, Alice muốn trở về nhà nhưng chẳng có sinh vật lạ lùng nào biết đường cả.
Alice lang thang vào khu vườn của Hoàng hậu. Lính gác vườn không thể giúp cô vì đều đang bận rộn sơn phết những bông hồng màu đỏ vì họ trồng nhầm hoa hồng màu trắng mà Hoàng hậu lại không thích hoa hồng trắng nên có thể ba người lính sẽ chết. Rồi đám diễu hành của hoàng gia đi qua. Alice nhận ra Thỏ Trắng chính là người thổi kèn trumpet cho Hoàng hậu Q cơ.
Nữ hoàng hỏi Alice có muốn chơi croquet không. Nhưng Alice không thích những nét mặt của quân bài. "Tống cổ con bé đi cho ta!", Hoàng hậu thét lên.
Alice bỏ chạy, đội quân bài rượt theo sau. Cô bé chạy qua những lối đi lộn xộn trong vương quốc thần tiên rồi trở lại bờ sông.
Khi tỉnh khỏi giấc mơ về xứ sở thần tiên lạ lùng, Alice nói, "Trở lại chỗ mọi thứ là chính mình thì thích thật".

## Lồng tiếng
- Kathryn Beaumont - Alice
- Ed Wynn - Người bán mũ điên
- Richard Haydn - Sâu bướm
- Sterling Holloway - Chú mèo nhăn nhở
- Jerry Colonna - Thỏ tháng 3
- Verna Felton - Hoàng hậu Q cơ
- J. Pat O'Malley - Dum và Dee; Con hải mã; Bác thợ mộc; Má Oyster
- Bill Thompson - Thỏ trắng; Chim cưu Dodo
- Heather Angel - Chị gái Alice
- Joseph Kearns - Gõ cửa
- Larry Grey - Bill thằn lằn, Thợ sơn
- Queenie Leonard - Chim trên cây, Bông hoa kiêu kỳ
- Dink Trout - ông Hoàng K cơ
- Doris Lloyd - Hoa hồng
- Jimmy MacDonald - Chuột sóc
- The Mellomen - Lá bài
- Don Barclay - Các lá bài khác

## Nhạc phim
1. "Alice in Wonderland"
2. "In a World of My Own"
3. "I'm Late"
4. "The Caucus Race"
5. "How Do You Do Shake Hands"
6. "The Walrus and the Carpenter"
7. "Old Father William"
8. "Smoke the Blighter Out"
9. "All in the Golden Afternoon"
10. "AEIOU"
11. "Twas Brillig"
12. "The Unbirthday Song"
13. "Very Good Advice"
14. "Painting the Roses Red"